# Li & Fung
Li & Fung Ltd. (chinesisch 利豐 / 利丰, Pinyin Lì Fēng, Jyutping Lei6 Fung1) ist eines der größten Handelshäuser der Welt. Die Unternehmensgruppe mit Sitz in Hongkong ist an der dortigen Börse im Hang Seng Commercial & Industrial Index notiert.
Li & Fung ist spezialisiert auf große Stückzahlen und zeitempfindliche Güter. Einen großen Teil des Geschäfts macht der Handel mit Kleidung aus. Daneben werden auch Hartwaren gehandelt, beispielsweise Modeaccessoires, Einrichtungsgegenstände, Geschenkartikel, handgefertigte Waren, Spiel- und Sportartikel, Merchandising-Artikel sowie Reisebedarf.
Das Unternehmen ist ein hersteller- und länderübergreifender Supply-Chain-Manager, der über die reine Lieferung hinaus ein Komplettpaket von Mehrwertleistungen anbietet, von der Produktgestaltung und -entwicklung über die Qualitätssicherung bis zur Frachtabwicklung und anderem.
Das Unternehmen wurde 1906 in Guangzhou (Kanton) von Fung Pakliu und Li To-ming als Porzellan- und Antiquitätenhandel gegründet und wird in dritter Generation heute von den Brüdern William Fung (managing director) und Victor Fung (chairman) geführt. Mit geschätzten je 1,5 Milliarden US-Dollar Privatvermögen werden sie in der Liste der Milliardäre des Forbes Magazine 2006 auf Rang 512 gelistet.
Li & Fung ist mit 66 Niederlassungen in über 40 Produktionsländern vertreten. Zu 47 % kauft das Unternehmen seine Handelswaren in der Volksrepublik China ein. Die Produktionsstandorte sind aus Kostengründen in Asien konzentriert, wobei Li & Fung selbst keine Produktionskapazitäten besitzt, sondern Aufträge mit Lieferfristen an Lohnfertiger vergibt. Um näher an den europäischen und amerikanischen Kunden zu sein und deren Marktbedürfnisse schneller erkennen und befriedigen zu können, expandierte Li & Fung in den letzten Jahren auch in die Mittelmeerregion, nach Osteuropa und Mittelamerika.
Li & Fung Ltd. gehört zur Li & Fung Group, zu der auch private Einzelhandels- und Distributionsunternehmen gehören. Mit einem Jahresumsatz von etwa 7 Milliarden US-Dollar und etwa 18.000 Mitarbeitern zählt Li & Fung zu den größten Handelshäusern der Welt, ist (im Zuge des Outsourcing bzw. Offshoring) beispielsweise Beschaffungspartner der Sportartikelunternehmen Reebok und Nike, des Spielwarenunternehmens Toys R Us, sowie vieler internationaler Warenhauskonzerne, darunter die Bekleidungsunternehmen Esprit, Abercrombie & Fitch, Debenhams, Next, Limited Brands und Marks & Spencer, sowie die Handelskonzerne Walmart, Metro, Sainsbury’s, Carrefour, Ahold und Bed Bath & Beyond. 3,7 % der Bekleidungsimporte der USA werden durch Li & Fung abgewickelt. Für den Walt-Disney-Konzern organisiert Li & Fung die Produktion aller Merchandising-Artikel seiner Themenparks. Auch Coca-Cola ist bei Merchandising-Artikeln Kunde des Unternehmens.
2006 wurden Li & Fung im Zuge der Konsolidierung des KarstadtQuelle-Konzerns wichtige Importdienstleistungen der zum Konzern gehörenden Marken Karstadt, Quelle, neckermann.de und weiterer zur Gruppe gehörender Spezialversender übertragen, anstatt der bisherigen in Deutschland ansässigen Importhäuser. Eine Einkaufspreisreduktion um 10 % und ein  Importvolumen von über 2 Milliarden Euro pro Jahr wird angestrebt. Künftig sollen durch Li & Fung bei KarstadtQuelle bis zu zwölf Kollektionen im Jahr möglich werden. Zudem werde sich nach Angaben von KarstadtQuelle das benötigte Betriebskapital für KarstadtQuelle um eine halbe Milliarde Euro verringern, da Li & Fung gegenüber den Lieferanten ein längeres Zahlungsziel besitze als es KarstadtQuelle bisher hatte. Die bisherige Einkaufstochterfirma KarstadtQuelle International Services AG (KQIS; St. Gallen) wurde mitsamt 1.100 Mitarbeitern für 60 Millionen Euro an die Li & Fung Ltd. verkauft. Li & Fung übernimmt insbesondere die Musterung und Qualitätssicherung der lohngefertigten Ware vor Ort und wickelt künftig den Zahlungsverkehr des weltweiten Importgeschäftes von KarstadtQuelle ab. Die Entwürfe für die Eigenmarkenkollektionen sollen jedoch durch den Aufbau eigener Designcenter direkt in Asien in der Hand von KarstadtQuelle bleiben, ebenso die Konditionenverhandlungen mit den einzelnen Lieferanten.
Zu Li & Fung gehört seit 2006 auch die bisher zur Diehl-Gruppe zählende Feuerwerksfirma Comet in Bremerhaven.